# اتحادیه ترانه‌سرایان آمریکا
اتحادیه ترانه‌سرایان آمریکا (انگلیسی: Songwriters Guild of America) یا به اختصار «SGA» سازمانی است که در سال ۱۹۳۱ میلادی بنیان نهاده شد تا موجب «پیشبرد، ترویج و سودرسانی» به حرفهٔ ترانه‌سرایی شود.

این سازمان در ابتدایِ تأسیسِ خود توسط «بیلی رُز»، «جرج دابلیو. مِیر» و «ادگار لِسلی»، «انجمن حمایت از ترانه‌سرایان» نام داشت و نخستین سازمانی بود که پیش‌نویسِ استانداردِ قراردادِ حرفه‌ایِ ترانه‌سرایان را در سال ۱۹۳۲ میلادی تنظیم و ارائه نمود.
در سال ۱۹۷۶ میلادی، این سازمان به همراهِ انجمن صنعت ضبط موسیقی ایالات متحده آمریکا، دو سازمانی بودند که در نگارش و تصویب «قانون حق نشر ۱۹۷۶» نقش اساسی داشتند.
از سال ۱۹۸۲ میلادی، دفتر اجرایی این سازمان از نیویورک به نشویل منتقل شده است.